# Boulaye Dia
Boulaye Dia (ur. 16 listopada 1996 w Oyonnax) – senegalski piłkarz, występujący na pozycji napastnika we włoskim klubie S.S. Lazio, do którego jest wypożyczony z Salernitany oraz w reprezentacji Senegalu. Zwycięzca Pucharu Narodów Afryki 2021. Uczestnik Mistrzostw Świata 2022. Posiada również obywatelstwo francuskie. 

## Kariera klubowa

### Stade de Reims
Dia podpisał profesjonalny kontrakt z Stade de Reims 16 lipca 2018. 20 października 2018 roku zadebiutował w Ligue 1 w nowym klubie w meczu z Angers.25 października 2020 zaliczył hat-trick w wygranym 4-0 meczu z Montpellier, będąc pierwszym zawodnikiem Reims, który tego dokonał od czasów Santiago Santamaría w 1978 roku.

## Kariera reprezentacyjna
Urodzony we Francji, Dia ma pochodzenie senegalskie. Został powołany do reprezentacji narodowej Senegalu 1 października 2020 roku. Zadebiutował w niej 9 października 2020 roku w przegranym 1-3 towarzyskim meczu z Maroko.